# Federazione bancaria europea
La Federazione bancaria europea (FBE) (abbreviata in EBF dal nome inglese European Banking Federation) è un'organizzazione, nata nel 1960, alla quale appartengono 5.000 banche europee che operano in 32 Paesi, con asset in attivo per un valore di 30.000 miliardi di euro, e occupano circa 2,4 milioni di persone.
La Federazione bancaria europea si pone come portavoce del mondo bancario e interlocutore con le istituzioni comunitarie di Bruxelles, per le legislazioni di settore.
La EBF pubblica giornalmente i tassi Eurirs e Euribor.

## Lista dei Paesi membri
Al 1º luglio 2013, risultano 32 Paesi membri:
- Austria
- Belgio
- Bulgaria
- Cipro
- Croazia
- Danimarca
- Estonia
- Finlandia
- Francia
- Germania
- Grecia
- Irlanda
- Islanda
- Italia
- Lettonia
- Liechtenstein
- Lituania
- Lussemburgo
- Malta
- Norvegia
- Paesi Bassi
- Polonia
- Portogallo
- Regno Unito
- Repubblica Ceca
- Romania
- Slovacchia
- Slovenia
- Spagna
- Svezia
- Svizzera
- Ungheria